# Tyzyfone
Tyzyfone (gr. Τισιφόνη Tisiphónē, łac. Tisiphone) – w mitologii greckiej jedna z Erynii. Mścicielka, wymierzała karę. Najbardziej nienawidziła i prześladowała zabójców.